# Sima de las Cotorras
La Sima de las Cotorras es una depresión geológica situada al oeste del estado mexicano de Chiapas, dentro de la reserva de la biósfera “El Ocote”. En esta zona se encuentran varias depresiones similares, producto de procesos tectónicos y de erosión en el manto calizo de la región; a pesar de no ser la más grande o la más profunda de las simas de este lugar, es sin duda la más conocida gracias a un proyecto turístico construido alrededor de miles de pericos verdes -o “cotorras”, de ahí su nombre- que se pueden encontrar allí la mayor parte del año, y que vuelan constantemente en patrones circulares para entrar o salir de la sima.
El Centro Ecoturístico “Sima de las Cotorras” se estableció en 1985 como una forma de propiciar una fuente de ingresos económicos alternativa para las familias de origen Zoque de la región, preservar el ambiente, y dar a las generaciones más jóvenes una razón para no emigrar del área. Dentro del proyecto se construyó un camino asfaltado, un restaurante y cabañas para los visitantes; también podemos disfrutar de actividades como descenso a rapel dentro de la colina, recorridos guiados hacia las pinturas rupestres y la vegetación tropical al fondo de la depresión. Sin embargo, la mayor parte de los visitantes provienen de lugares cercanos y solamente lo visitan por un día para observar a las aves, motivo por el cual el centro ha tenido algunos problemas para cumplir con sus actividades ecológicas y al mismo tiempo mantenerse viable económicamente.   

## Ubicación y entorno

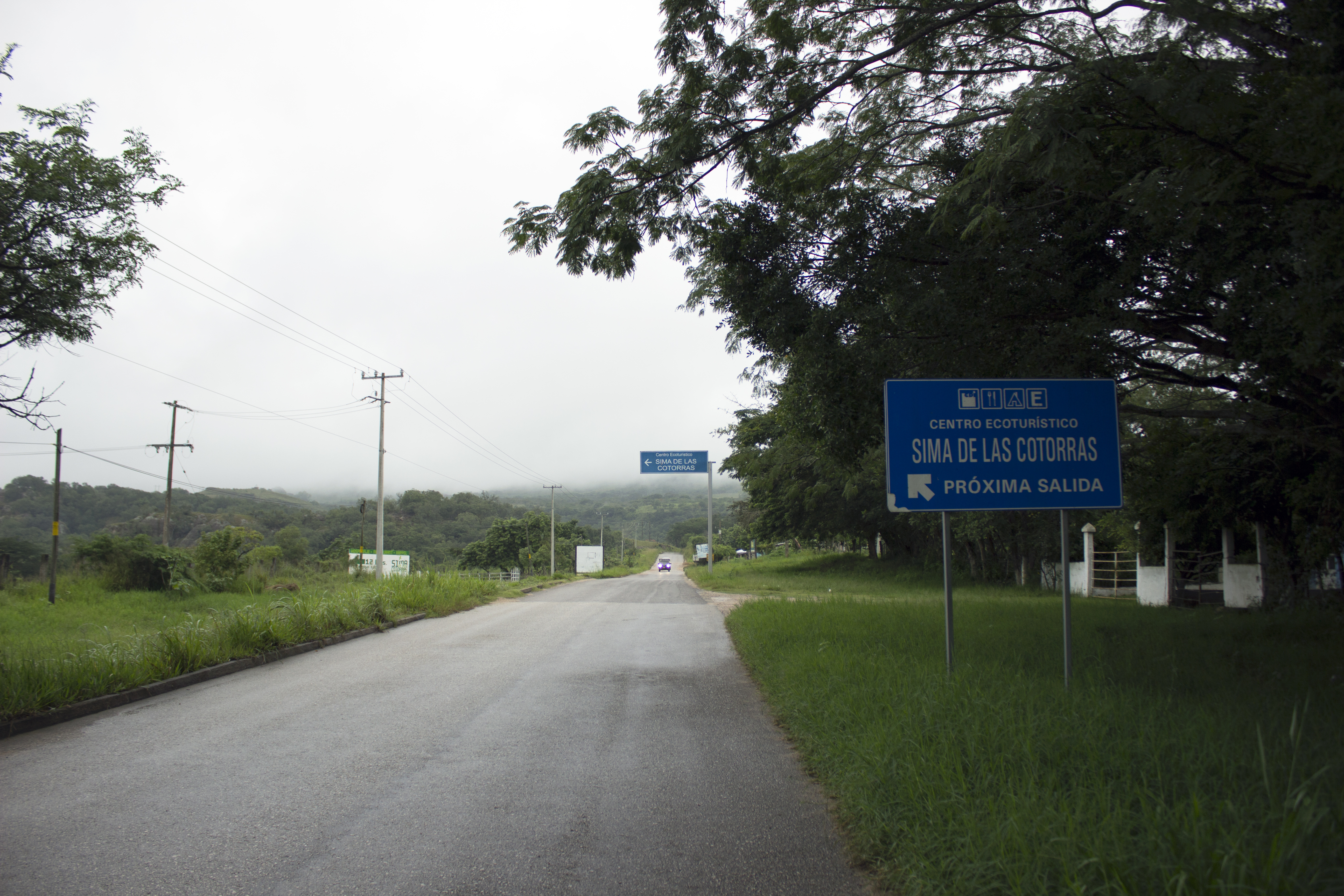
Camino a la Sima de las Cotorras desde Ocozocoautla

Esta depresión geológica forma parte del área natural protegida denominada: Reserva de la Biósfera "El Ocote", ubicada en la parte occidental del estado mexicano de Chiapas, a unos 90 minutos de la capital de dicho estado, Tuxtla Gutiérrez. Pertenece al municipio de Ocozocoautla de Espinosa, y se encuentra a 19 km de terracería de la cabecera municipal. Esta parte de Chiapas está habitada por el pueblo Zoque, quienes llamaron a esta zona “Coita” palabra que significa “lugar de los conejos”.  La comunidad más cercana a la Sima es Piedra Parada, que alberga unos 500 pobladores.
El clima es mayormente cálido húmedo, con una temporada lluviosa que se extiende de julio a octubre, y trae consigo un promedio de 1,500 milímetros de precipitación al año. Forma parte de la Sierra Madre de Chiapas, a una altitud de 820 metros sobre el nivel del mar. Esta región llega a ser lo suficientemente fresca en invierno como para prever usar una chaqueta ligera.
La mayor parte de la vegetación del área ha sido arrasada o severamente impactada por la agricultura, la tala y otras actividades humanas.

## Geología de la Sima

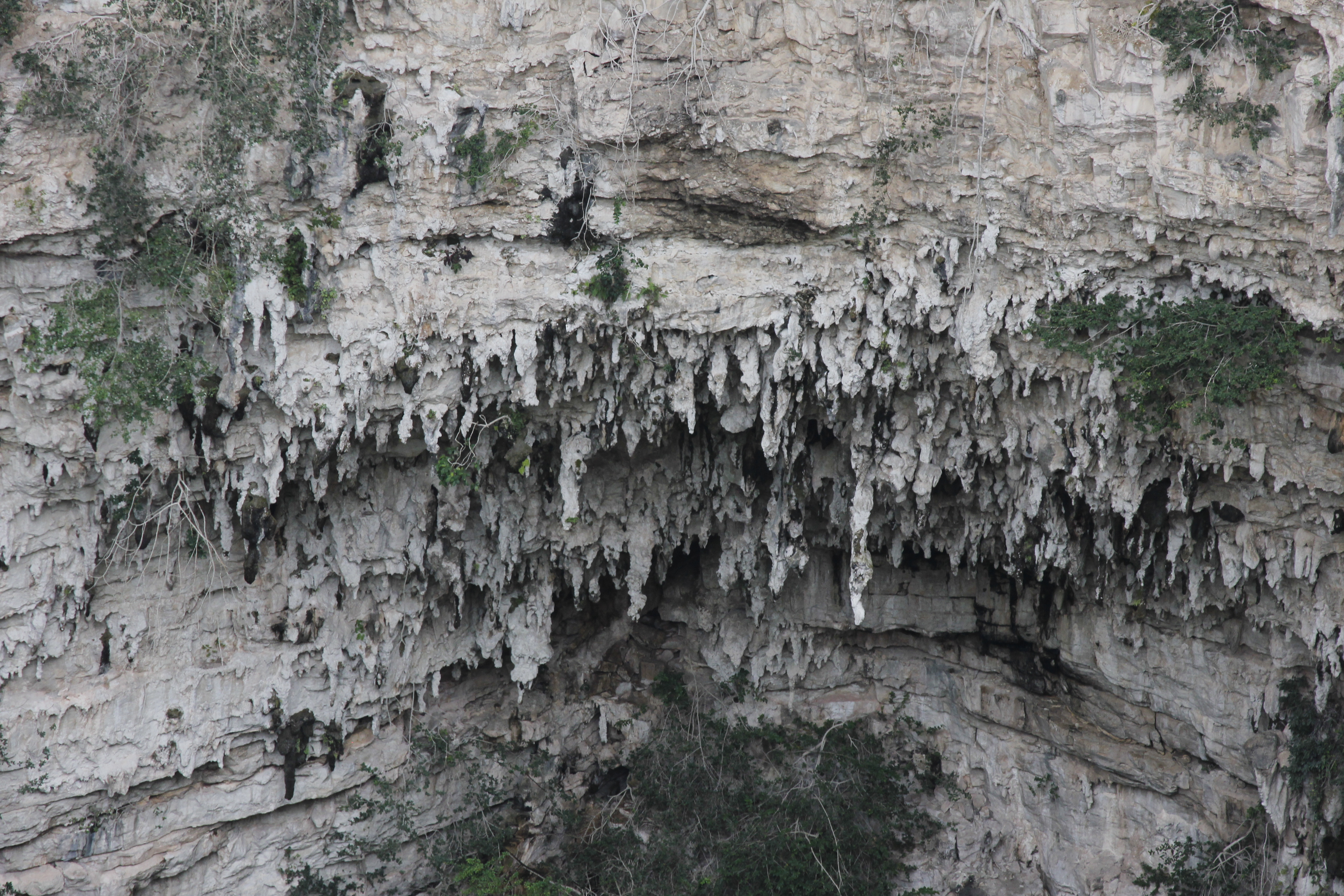
Estalactitas que se formaron en el interior

“La Sima de las Cotorras” pertenece a un sistema topográfico Kárstico producto de la deformación, fractura y erosión de las rocas calizas. Este sistema en particular está definido por su sistema hídrico de desagüe; con el rio “La Venta” en la superficie, y su principal río subterráneo llamado “El Paraíso”. No obstante su proximidad al Océano Pacífico, el escurrimiento apunta hacia el Golfo de México.  La mayor parte de este ecosistema está cubierto bajo la Reserva de la Biósfera “El Ocote”.
Dos fuerzas geológicas participan principalmente para darle forma a este paisaje: las fuerzas tectónicas causadas por el movimiento de la placa Norteamericana sobre las placas de Farallón y de Cocos creando pliegues anticlinales con orientación hacia el Noroeste.  Este plegamiento genera fracturas en la roca relativamente suave, y el agua que corre por encima y abajo erosiona dentro y alrededor de estas fracturas. Estos dos procesos han dado lugar a una variedad de formaciones incluyendo cañones, arcos, cuevas, cascadas, pequeñas posas de agua y simas. También han hecho que el suelo sea ácido y pedregoso con rocas esparcidas.
Las formaciones más importantes incluyen El Cañón del Río La Venta, el Arco del Tiempo, y las Cascadas del Aguacero. La “Sima de las Cotorras” es tan sólo una de las 38 depresiones geológicas en la región, y de las ocho que se encuentran dentro de un radio de 10km². No es siquiera la más grande de éstas, siendo tan sólo de la mitad del tamaño del Sótano de las Luchas.
Estas colinas son depresiones geológicas verticales formadas por la fractura, erosión y colapso del manto calizo a través de miles de años.  La “Sima de las Cotorras” mide 140 metros (460 pies) de profundidad, y 160 metros (520 pies) de diámetro, con una caída vertical de 97 metros (318 pies).  La apertura es elíptica, con los bordes Norte y Suroeste elevados con relación al resto. El borde más bajo se encuentra al este.   El proceso revela las capas de roca, y desde la superficie se pueden observar que algunas de ellas tienen estalactitas y estalagmitas ubicadas a una profundidad aproximada de 70 metros (230 pies). En las paredes de la Sima encontramos también cuevas, que han sido producidas por la erosión. Este tipo de simas es similar a las encontradas Yucatán, pero por lo general no contienen posas de agua en el fondo.

## Biología de la Sima

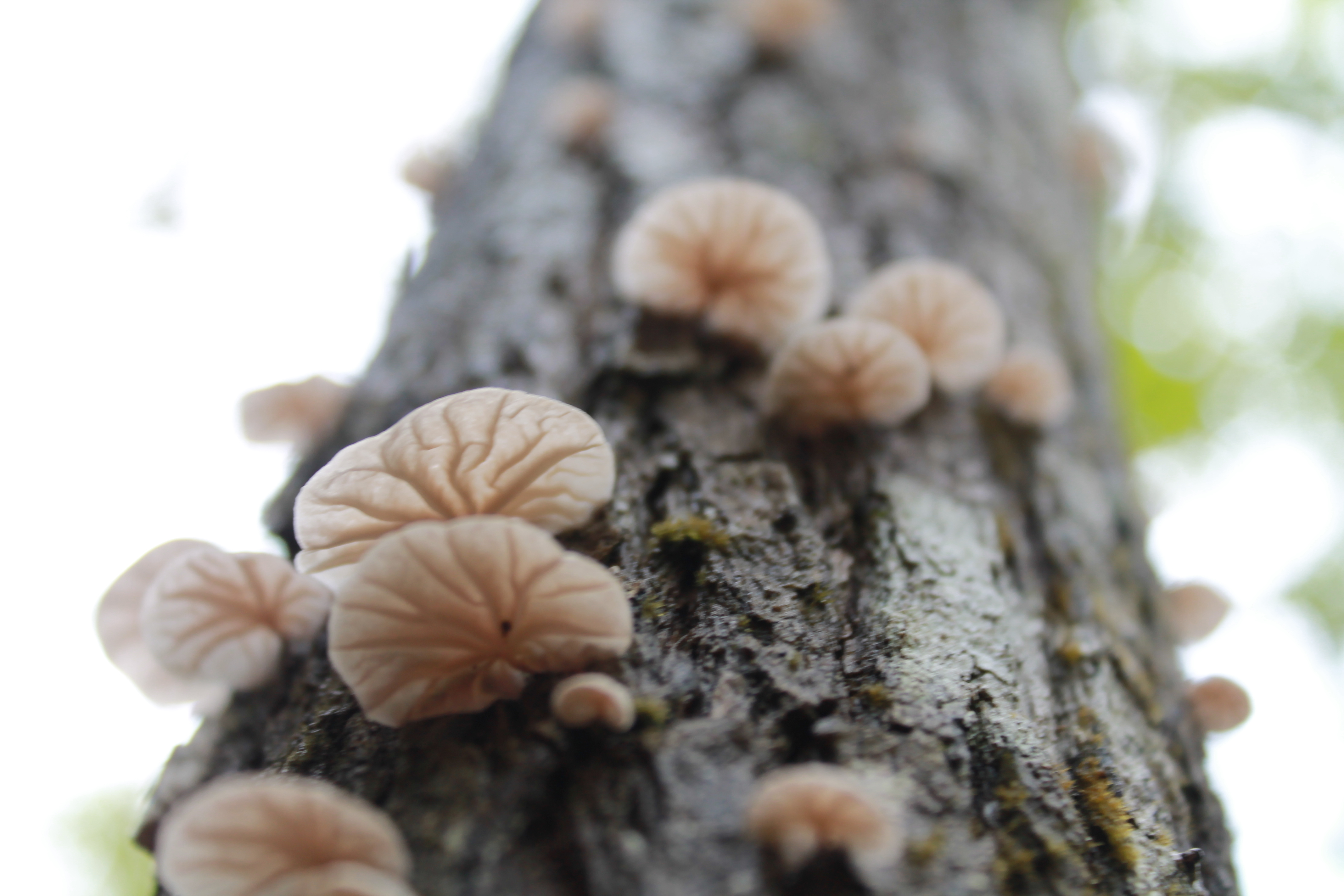
Tipo de hongo que crece en los árboles en temporadas húmedas.

En lugar de una posa de agua como en el caso de los cenotes, el interior de la sima es hogar de un bosque tropical, con una vida vegetal y animal diferenciada de la que se encuentra en el ecosistema que la rodea.
“El Ocote” es hogar de una variedad de especies amenazadas, especialmente aves como  Aratinga holochlora, la Amazilia viridifons y la Oporornis tolmiei, al mismo tiempo que otras que reciben protección especial como Eucometis penicillata, Lanio aurantius, Psarocolius montezuma y Colinus virginianus. la cantidad y tipo de las aves presentes depende de la época del año, debido a sus patrones migratorios.
Afuera de ella y hacia su borde, el clima es más seco, poblado mayormente por pastizales y arbustos para el pastoreo de ganado, y áreas llamadas “lomería”, zonas rocosas con poco crecimiento vegetal, mayormente de arbustos debido a la densa caliza, en algunas de las más altas elevaciones sobrevive algo de bosque. Alrededor de la Sima encontramos muchos árboles de copal -Protium copal- que dan a la fosa su nombre original: Sima del Copal.

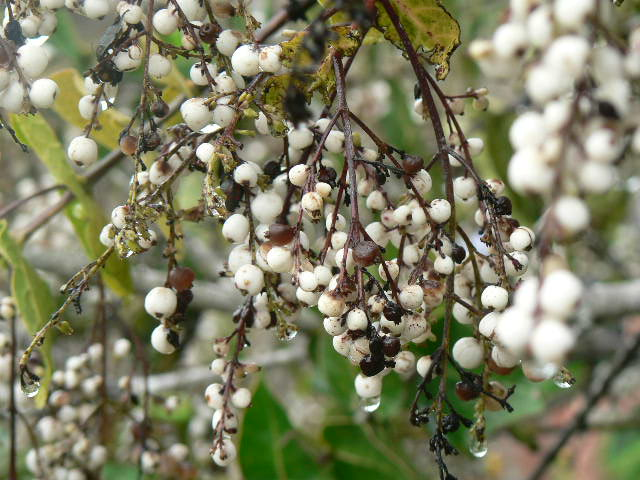
Planta de gulabere en temporada de otoño.

El interior de la Sima conserva más humedad.  En el fondo, se desarrolla un microsistema de bosque tropical caducifolio, con especies cedro, caoba, Fabaceas espinosa y Burseraceas baja, Manilkara zapota, arbustos de la familia Guaiacum y otros árboles que alcanzan los 30 metros de alto.  Las especies de plantas encontradas aquí, no se encuentran fuera de la fosa.
La fauna común de la reserva incluye búhos, conejos, didélfidos, ardillas, tejones,  armadillos, Penelopina nigra, chachalaca y por supuesto pericos. El parque tiene más de 80 especies de aves de 30 familias (siete de las cuales están clasificadas en peligro de extinción por el gobierno mexicano), algunas son migratorias y tres endémicas de este lugar; la mayor parte de ellas, 35 especies, se encuentran en el bosque bajo caducifóleo de las colinas y algunas son altamente sensibles a la intromisión humana como Colinus virginianus, Caprimulgus vociferous, Amazilia candida y Ortalis vetula. Son especies que han sido encontradas en la Sima pero no en el resto del parque el Ocote :Bubo virginianus, Amazilia viridifrons, Vireo philadelphicus, Sialia sialis, Passerina versicolor y Cacicus melanicterus.

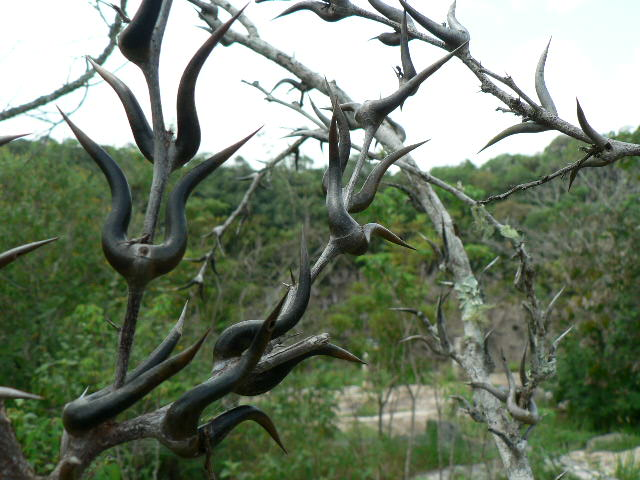
Acacia cornigera en Sima de las cotorras, Chiapas, México.

El residente más famoso de la Sima es Aratinga holochola, o perico verde mexicano, el cual se encuentra en peligro de extinción. Chiapas alberga más del 68% de la población de pericos de México  (Psittacidae). ) y muchas de las especies de pericos de nuestro país se encuentran en esta misma denominación, la mayor parte debido a la reducción de su hábitat, además del comercio ilegal de animales. Hay unos 3,000 individuos de esa especie asociados con la Sima, y se pueden encontrar ahí la mayor parte del año, con la excepción del periodo de  noviembre a enero, cuando el clima es demasiado frío para ellos. El bosque del fondo de la Sima es también su lugar de anidaje. Desde la puesta del sol hasta el amanecer, los pericos se congregan en el bosque de la fosa, en ese momento el ruido que hacen llega a ser muy alto; este parloteo cesa cuando algún depredador, como el halcón se encuentra cerca. Las cotorras dejan la fosa para buscar comida, lo cual incluye visitar árboles de  mango en los traspatios de la gente, en ocasiones llegan tan lejos comoTuxtla Gutiérrez. Abandonan la fosa en grupos, volando en círculos siguiendo las corrientes de aire, según necesiten entrar o salir. Dentro de la fosa, los pericos son la especie más numerosa de aves.  En los alrededores el espacio está dominado por aves pequeñas de la familia de los Tyrannidae.

## Sitio arqueológico
Existe evidencia de presencia humana, como cazadores/recolectores en la zona que data de por lo menos 7,500 años de antigüedad. Aun cuando no existen grandes asentamientos prehispánicos en las proximidades. El área de la Reserva “El Ocote” fue explorada y documentada académicamente por primera vez a mediados del siglo XX, destacando cuevas locales y hallazgos arqueológicos como alfarería; sin embargo, la documentación es aún escasa, especialmente comparada con otros sitios en México.
Los hallazgos arqueológicos más importantes tanto dentro como en las proximidades de la “Sima de las Cotorras” son puntas de flecha y fragmentos de alfarería mucho más tardíos, posiblemente Zoques. Destacando las pinturas rupestres, que suman unas 75.  en una de las rocas que sobresalen en el muro oeste, hay una figura humana con una lanza, con el sol y la luna en el cielo. Una de las cavernas laterales tiene en el techo contornos de manos, hechos con ocre rojo. Encontramos también otras imágenes, como círculos, espirales y animales.  La presencia de estas pinturas en dicha formación geológica, y especialmente a alturas tan elevadas las hace algo poco común, lo cual ha propiciado que la UNESCO someta esta zona a estudio para su protección.

## Parque Ecológico

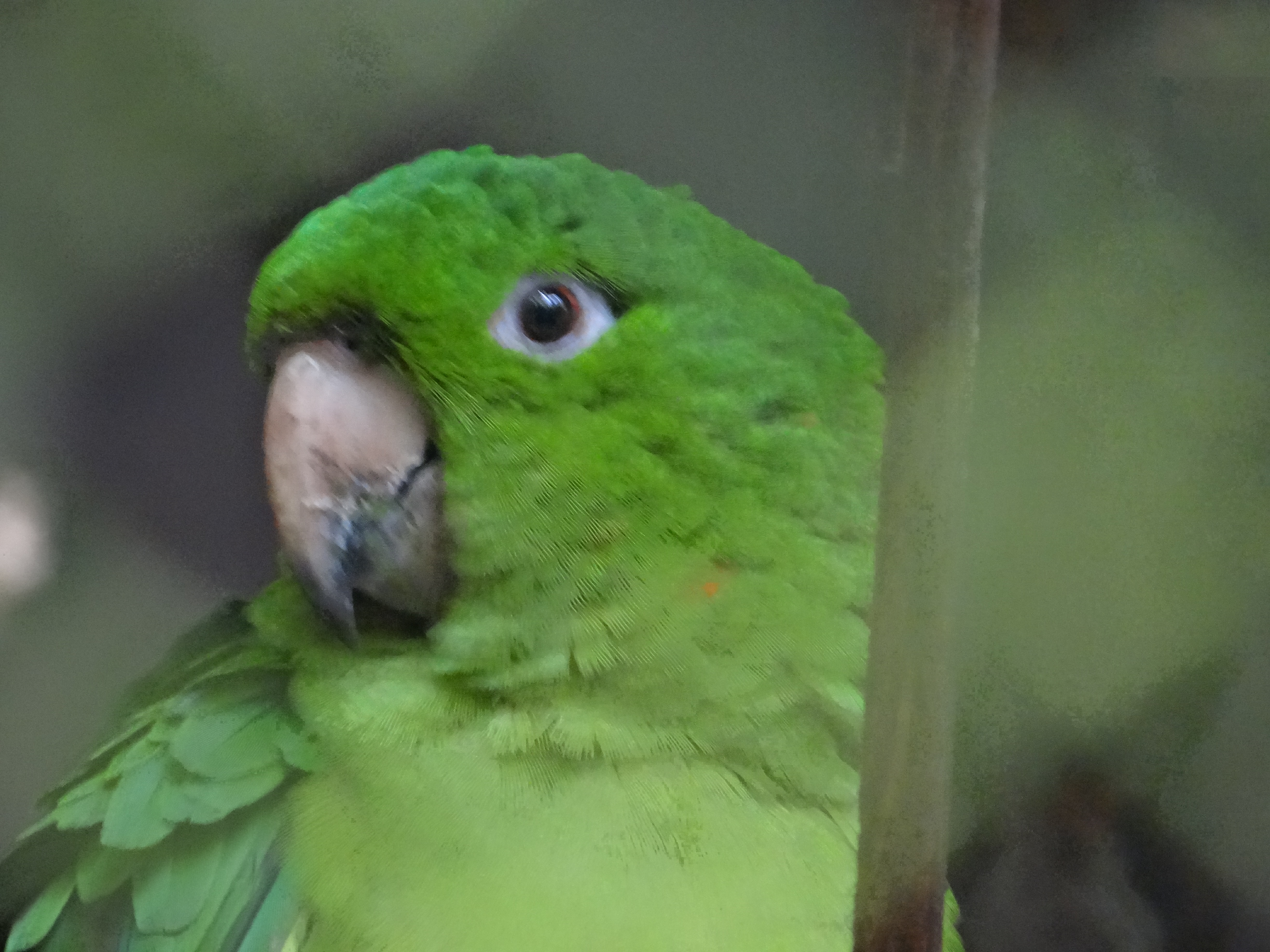
cotorra verde

La Reserva de la Biósfera “El Ocote”, fue establecida en 1972, abarcando 8 hectáreas y protegiendo más de cien especies de aves y docenas de mamíferos, reptiles e insectos, algunos de ellos en peligro de extinción. La única de las depresiones geológicas que registra visitas turísticas y que ha sido desarrollada para este fin es la “Sima de las Cotorras”, las demás formaciones de esta zona son casi desconocidas fuera de la región. Las otras Simas no tienen actividad turística en absoluto. La actividad turística basada en el vuelo de las cotorras ha hecho que la Sima sea relativamente famosa y más conocida como la "Sima de las cotorras" en lugar de su nombre oficial.
En 1985 se estableció el Centro Ecoturístico “Sima de las Cotorras”,dando inicio a la actividad turística con la apertura de un camino desde Ocozocoautla hacia el sitio. El principal objetivo era dotar a los habitantes de la región de un ingreso económico alternativo. Hoy día es operado por la Sociedad Cooperativa Tzamanguinó, integrada por familias provenientes de la localidad denominada Piedra Parada.
El Gobierno Federal registró este proyecto como un sitio ecoturístico, con el objeto de ser sustentable, proveer ingreso a los residentes locales y minimizar su impacto. El principal desafío ha sido cómo aprovechar el sitio sin dañarlo.  Actualmente, con el ingreso de investigadores y visitantes en el sitio, el principal reto ha sido cómo realizar el aprovechamiento del lugar sin dañarlo, toda vez que el terreno es inestable y altamente poroso y todavía muchas cavidades subterráneas permanecen sin explorarse, haciendo que el edificar resulte riesgoso. La estructura más grande del lugar es un restaurante construido cerca de la Sima, en un sitio que se eligíó por la estabilidad de la roca, no porque fuera lo más estético y agradable para el paisaje; es importante destacar que el manejo de los desechos y basura constituye un problema, debido al riesgo de contaminar el agua del subsuelo, haciendo inviable muchas actividades de composta, además llevar a esa área agua potable, electricidad y otros servicios también ha resultado complicado.
A pesar de tener grandes bellezas naturales, la mayor atracción del sitio son las cotorras que vuelan dentro y fuera de la Sima todos los días, las cuales generalmente salen temprano y regresan por la noche. Pero también resulta interesante descender a rapel hacia el fondo de la fosa, así como explorar las cuevas y escalar dentro y cerca de la sima.

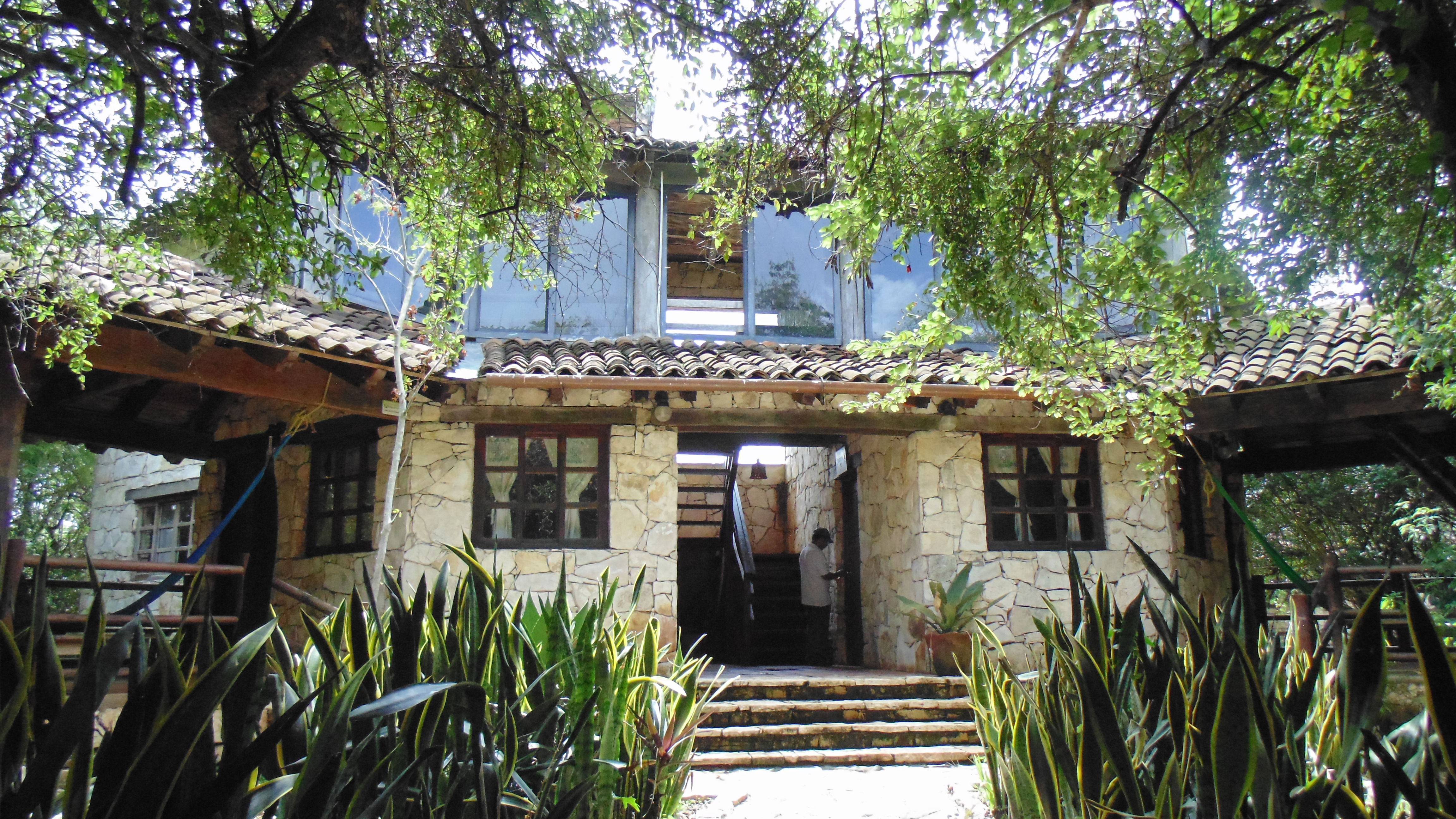
Fachada de la cabaña para los visitantes, dentro del parque ecológico de la Sima de las Cotorras.

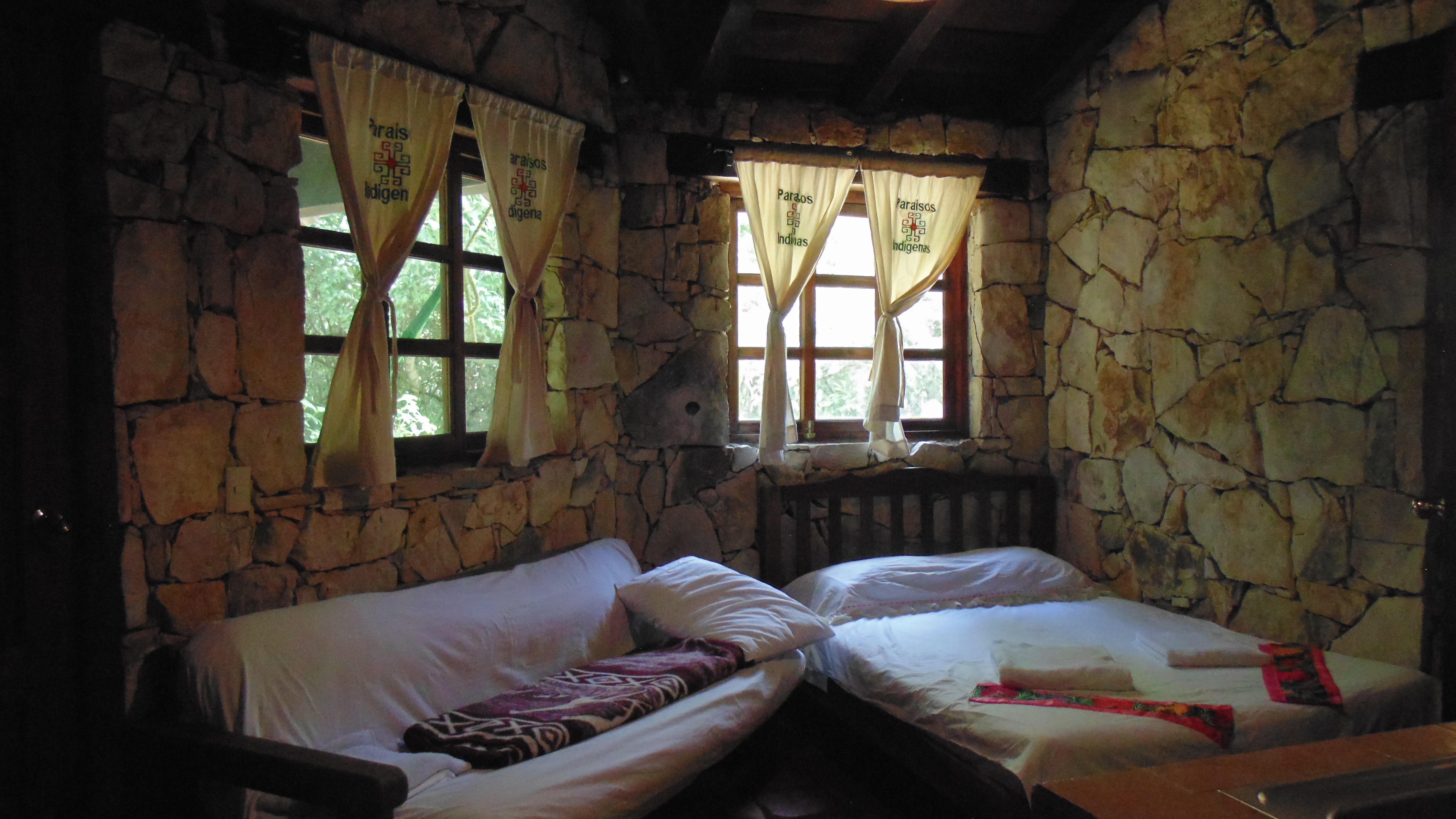
Vista interior de las cabañas dentro del parque ecológico de la Sima de las Cotorras.

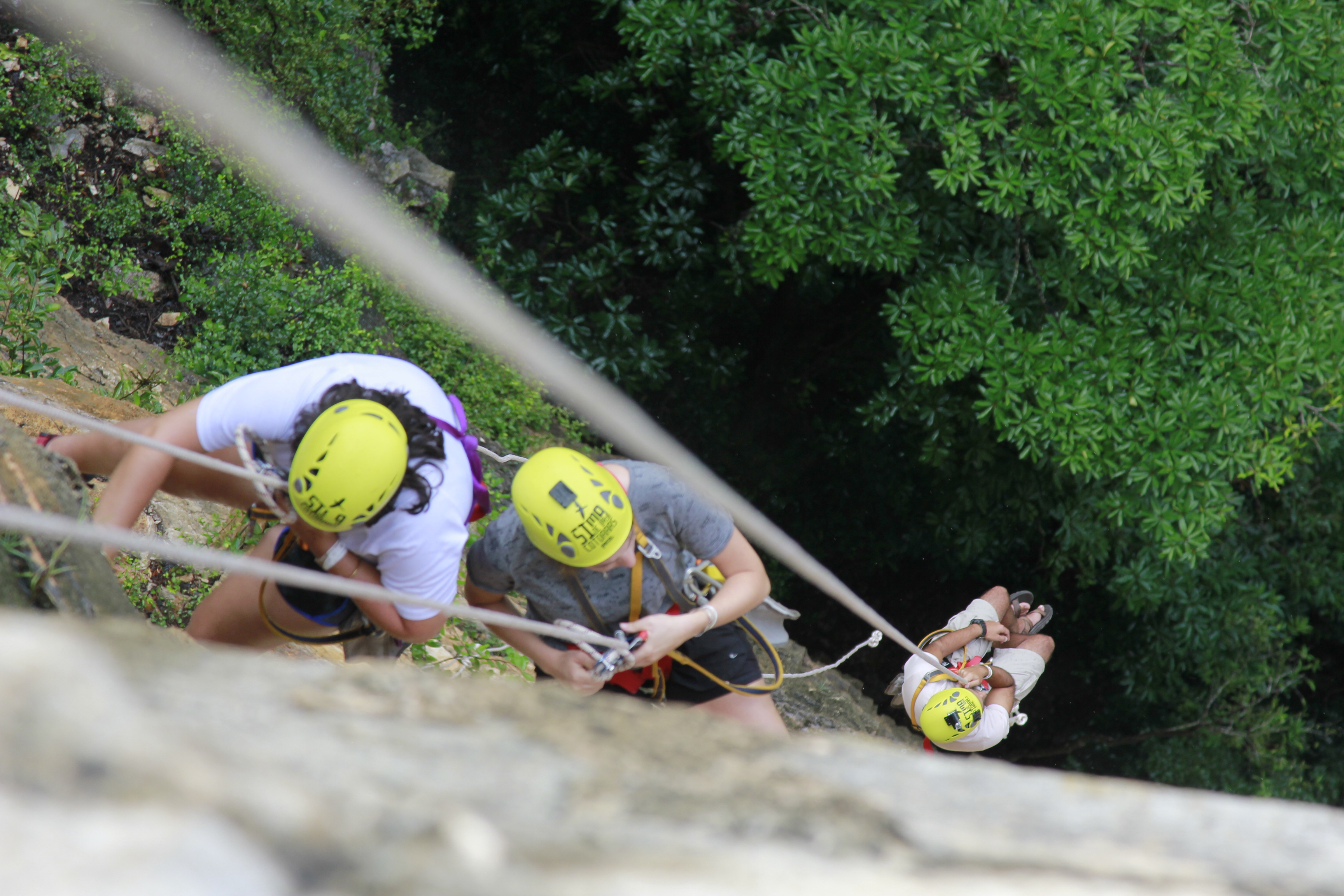
Turistas practicando rapel para descender la Sima de las Cotorras

En lo posible, las construcciones están realizadas con materiales locales para permitir su integración al entorno, motivo por el cual la pavimentación y la construcción de senderos se realiza con empedrado de la localidad. La arquitectura prehispánica inspiró las edificaciones de la localidad, incluyendo la formación rocosa que se observa en el edificio que sirve de restaurante. El Centro cuenta con ocho cabañas para un máximo de cinco personas cada una, un área de camping y tours con guías locales.
El Centro cuenta con ocho cabañas, cada una puede albergar hasta cinco personas. un área de campismo, un sendero alrededor de la Sima, descenso a rapel y recorridos con guías locales para visitar las pinturas rupestres y el bosque tropical que se encuentra en el fondo de la fosa.
El centro ha constituido una fuente alternativa de empleo, además de la agricultura, y para algunos una primera fuente de ingreso. De acuerdo con una tesis de la  Universidad Intercultural de Chiapas, las posibilidades turísticas no han sido plenamente explotadas. Para el año 2016, se contó con la visita de tan sólo 10 a 15 personas por día esto puede deberse a que el turismo alternativo y el ecoturismo todavía no son muy atractivos para la mayoría de la población mexicana. La mayor parte de los visitantes llegan en sus propios automóviles o a través de agencias de turismo de ecoaventura locales.
la mayoría de los turistas tienen entre 41 y 60 años, seguidos por el segmento de 31 a 40 y finalmente por el de 18 a 30; aproximadamente la mitad proviene de la capital del estado, Tuxtla Gutiérrez; un 13% de la Ciudad de México, 12.5% de otras partes de la República Mexicana y solamente un 2% de turismo internacional.
Los principales problemas del sitio son la falta de promoción y el acceso complicado. los caminos que llevan al sitio son muy pobres, especialmente la señalización que es casi inexistente, la mayoría de los visitantes se enteran del sitio por publicidad de boca en boca, algunos otros a través de la televisión y muy pocos por otros medios.  La falta de servicios significa que aquellos que llegan al sitio no permanecen mucho tiempo, ya que se ha registrado que aproximadamente dos tercios llegan únicamente a ver los pericos, algunos se quedan y comen en el restaruante, pero muy pocos pasan la noche. Otra problemática que solucionar es el difícil acceso para personas con discapacidades motrices.
El proyecto ha recibido apoyo intermitente proveniente de diversas instituciones gubernamentales como  PEMEX, la Secretaria de Turismo, SEMARNAT y la Comisión Nacional para el Desarrollo de los Pueblos Indígenas, , en áreas como: financiamiento, servicio a clientes y construcción. Sin embargo, estas intervenciones no siempre han resultado útiles, toda vez que los funcionarios utilizan un lenguaje técnico y desestiman el conocimiento de los pobladores locales. Los cambios en los partidos políticos gobernantes han tenido diferentes actitudes hacia el proyecto, y su enfoque ecológico, llevando a errores como la tala de árboles para instalar postes de cemento para el cableado eléctrico y la construcción de baños sin biodigestores ni letrinas ecológicas.
En su apogeo el Centro llegó a generar entre 80 y 100 empleos directos, pero desafortunadamente la demanda turística ha disminuido. Aun cuando el proyecto está especialmente dirigido a mantener a los jóvenes en su área, no ha habido suficiente interés para su continuidad. Actualmente, la mayoría de los miembros de la cooperativa tienen entre 50 y 80 años. Sólo el 30% de la población local reconoce el valor intangible de la zona, pero el 80% prefiere los esfuerzos para hacer que la zona sea más conocida. Incluso con suficiente interés y promoción, el área no es adecuada para el turismo a gran escala. Una de las razones es la necesidad de mantener las preocupaciones ecológicas en primer lugar y la otra es que la alternativa y el ecoturismo no son atracciones importantes para la mayoría de los mexicanos.